# Sweet Female Attitude
Le Sweet Female Attitude sono un duo musicale di musica elettronica e garage britannico, formatosi a Manchester nel 1996 e noto principalmente per il successo del singolo Flowers, divenuto uno classico della musica UK garage e dello stile 2Step.
Inattivi dal 2001, il nome è stato ripreso a partire dal 2016 da una delle due cantanti del gruppo, Leanne Brown, che ha ripreso l'attività discografica con il marchio originale.

## Storia
Il gruppo si è formato a Manchester nel 1996 dall'ideatore del progetto Mike Powell, produttore musicale, il DJ Shine MC e le cantanti, Leanne Brown, Charlene Morrison e Sarah Bridgewood. Queste ultime abbandonarono il progetto rispettivamente nel 1997 e nel 1998, lasciando il posto a Catherine Cassidy, che insieme alla brown compose il duo vocale definitivo.
Hanno ottenuto la popolarità nel 2000 con il singolo pubblicato con la collaborazione dei produttori UK garage Sunship dalla Warner Music Flowers, che raggiunse la seconda posizione della classifica dei singoli britannica, e ottenne un disco di platino. La canzone arrivò anche in cima alla classifica ufficiale dance britannica.
Nonostante il notevole successo del primo singolo, il progetto musicale non riuscì a ritrovare la popolarità con le successive produzioni. Il secondo singolo, 8 Days a Week, non ottenne lo stesso successo commerciale. Dopo la pubblicazione dell'album di debutto avvenuta nel 2001, con il titolo In Person, il gruppo si sciolse. Il nome fu ripreso dalla cantante Leanne Brown nel 2016, che riprese la produzione solista firmando i suoi nuovi lavori con questo nome.
Malgrado il brevissimo periodo di popolarità, il duo è stato successivamente fonte di ispirazione per nuovi artisti come PinkPantheress e ArrDee, e il brano al quale è indissolubilmente legato è stato campionato numerose volte, oggetto di cover da parte di artisti come i Bastille e i musicisti Rationale e James Arthur nel 2018, DJ Spoony insieme alla formazione originale delle Sugababes nel 2019 e il disc jockey Nathan Dawe nello stesso anno. Anche la stampa nel corso dei decenni ha ricordato il gruppo inserendo Flowers in diverse liste di brani: sono stati inseriti nel 2019 da Alexis Petridis sul The Guardian nella lista delle venti "Migliori tracce UK garage (al sesto posto), mentre sempre sul The Guardian nel 2021 Michael Cragg li inserì, sempre con Flowers, nella lista delle venti "Migliori canzoni dell'estate".

## Discografia

### Album
- 2001 - In Person

### Singoli
- 1999 - Flowers
- 2000 - 8 Days a Week
- 2000 - DJ Play It (Sunship Remixes)
- 2001 - Don't Tell Me
- 2017 - Never Had Love (Sweet Female Attitude & Fake Remedy)

- 2017 - I Quit (Control-S & Sweet Female Attitude)
- 2018 - Give It to Me (Pagano, Reza & Sweet Female Attitude)
- 2018 - Real Love
- 2019 - Enough (Real Jude & Sweet Female Attitude)
- 2021 - Anything (Scott Garcia & Sweet Female Attitude)

## Formazione
- Leanne Brown - voce (1996-2001; 2016-)

Ex componenti
- DJ Shine MC - disc jockey (1996-2001)
- Charlene Morrison - voce (1996-1997)
- Sarah Bridgewood - voce (1997-1998)
- Catherine Cassidy - voce (1998-2001)